# Antoine Dalibard
Antoine Dalibard (* 10. März 1983) ist ein ehemaliger französischer Radrennfahrer.

## Karriere
Dalibard begann seine Karriere 2005 bei dem französischen Continental Team Groupe Sportif Bretagne-Jean Floc’h. 2006 wurde er im Februar Zehnter beim Étoile de Bessèges hinter dem Sieger Frederik Willems und später dann Fünfter in der Gesamtwertung der Boucles de la Mayenne, einmal Etappendritter bei der Tour du Limousin und Fünfter bei dem Paarzeitfahren Duo Normand.
Dalibard trat vom Radsport zurück, als ihm zum Ende des Jahres 2009 vom Team Bretagne-Schuller der Vertrag gekündigt wurde, wie auch seinem Vater, dem ehemaligen Radrennfahrer Philippe Dalibard, der als Sportlicher Leiter dort tätig war. Heute (2012) arbeitet Antoine Dalibard als Entwickler von Video-Spielen, die sich um den Radsport drehen.
Sein Großvater ist Joseph Groussard, Sieger von Mailand–Sanremo im Jahre 1963.

## Erfolge
2008
- Gesamtwertung Tour de Normandie

2009
- Gesamtwertung Kreiz Breizh Elites

## Teams
- 2005 Bretagne-Jean Floc’h
- 2006 Bretagne-Jean Floc’h
- 2007 Bretagne-Armor Lux
- 2008 Bretagne-Armor Lux
- 2009 Bretagne-Schuller